# رايتشل بيلا
رايتشل بيلا (بالإنجليزية: Rachael Bella)‏ هي ممثلة أمريكية، ولدت في 13 مارس 1984 في الولايات المتحدة.

## أعمال

### أفلام
- (2002) الحلقة[5]
- (2012) ساداكو 3 دي[6]

## وصلات خارجية
- رايتشل بيلا على موقع IMDb (الإنجليزية)
- رايتشل بيلا على موقع ألو سيني (الفرنسية)
- رايتشل بيلا على موقع أول موفي (الإنجليزية)
- رايتشل بيلا على موقع قاعدة بيانات الأفلام السويدية (السويدية)
- رايتشل بيلا على موقع قاعدة بيانات الفيلم (الإنجليزية)
- رايتشل بيلا على موقع كينوبويسك (الروسية)